# Luannan
Der Kreis Luannan (chinesisch 滦南县, Pinyin Luánnán Xiàn) ist ein Kreis der bezirksfreien Stadt Tangshan im Nordosten der chinesischen Provinz Hebei. Er hat eine Fläche von 1.248 km² und zählt 584.518 Einwohner (Stand: Zensus 2010). Sein Hauptort ist die Großgemeinde Bencheng (倴城镇).